# Gosei 1998
Il Gosei 1998 è stata la ventitreesima edizione del torneo goistico giapponese Gosei. 

## Svolgimento
- W indica vittoria col bianco
- B indica vittoria col nero
- X indica la sconfitta
- +R indica che la partita si è conclusa per abbandono
- +N indica lo scarto dei punti a fine partita
- +F indica la vittoria per forfeit
- +T indica la vittoria per timeout
- +? indica una vittoria con scarto sconosciuto
- V indica una vittoria in cui non si conosce scarto e colore del giocatore

### Fase preliminare
La fase preliminare serve a determinare chi accede al torneo per la selezione dello sfidante. Consiste in un torneo preliminare, i cui vincitori sono qualificati al torneo per la determinazione dello sfidante.

### Determinazione dello sfidante
|  | Primo turno       | Primo turno |  |  | Secondo turno     | Secondo turno |                  |             | Terzo turno | Terzo turno |  |  | Semifinale | Semifinale |  |  | Finale | Finale |
|  |                   |             |  |  |                   |               |                  |             |             |             |  |  |            |            |  |  |        |        |
|  | Hideyuki Fujisawa |             |  |  |                   |               |                  |             |             |             |  |  |            |            |  |  |        |        |
|  | Takeshi Sakai     | B+R         |  |  | Takeshi Sakai     |               |                  |             |             |             |  |  |            |            |  |  |        |        |
|  | Satoru Kobayashi  |             |  |  | Masao Kato        | B+R           |                  |             |             |             |  |  |            |            |  |  |        |        |
|  | Masao Kato        | W+R         |  |  |                   |               |                  | Masao Kato  |             |             |  |  |            |            |  |  |        |        |
|  | Michihiro Morita  |             |  |  | Rin Kaiho         | W+R           |                  |             |             |             |  |  |            |            |  |  |        |        |
|  | Shigeaki Yokota   | B+R         |  |  | Shigeaki Yokota   |               |                  |             |             |             |  |  |            |            |  |  |        |        |
|  | Satoshi Yuki      |             |  |  | Rin Kaiho         | W+R           |                  |             |             |             |  |  |            |            |  |  |        |        |
|  | Rin Kaiho         | B+R         |  |  |                   |               |                  | Rin Kaiho   |             |             |  |  |            |            |  |  |        |        |
|  | Naoki Yata        |             |  |  | Hideo Otake       | W+1,5         |                  |             |             |             |  |  |            |            |  |  |        |        |
|  | Tatsuaki Iwata    | W+R         |  |  | Tatsuaki Iwata    |               |                  |             |             |             |  |  |            |            |  |  |        |        |
|  | Cho Sonjin        |             |  |  | Masaki Takemiya   | W+R           |                  |             |             |             |  |  |            |            |  |  |        |        |
|  | Masaki Takemiya   | W+5,5       |  |  |                   |               | Masaki Takemiya  |             |             |             |  |  |            |            |  |  |        |        |
|  | Kunihisa Honda    |             |  |  | Hideo Otake       | B+5,5         |                  |             |             |             |  |  |            |            |  |  |        |        |
|  | Satoshi Kataoka   |             |  |  | Satoshi Kataoka   |               |                  |             |             |             |  |  |            |            |  |  |        |        |
|  | Naoki Hane        |             |  |  | Hideo Otake       | W+R           |                  |             |             |             |  |  |            |            |  |  |        |        |
|  | Hideo Otake       | B+R         |  |  |                   |               |                  | Hideo Otake |             |             |  |  |            |            |  |  |        |        |
|  | Mitsuhisa Yukawa  |             |  |  | Yuichi Sonoda     | W+R           |                  |             |             |             |  |  |            |            |  |  |        |        |
|  | Hiroshi Yamashiro | B+3,5       |  |  | Hiroshi Yamashiro |               |                  |             |             |             |  |  |            |            |  |  |        |        |
|  | Ryu Shikun        |             |  |  | Yasushi Omori     | B+2,5         |                  |             |             |             |  |  |            |            |  |  |        |        |
|  | Yasushi Omori     | W+1,5       |  |  |                   |               | Yasushi Omori    |             |             |             |  |  |            |            |  |  |        |        |
|  | Meiko Tei         |             |  |  | Ō Rissei          | B+R           |                  |             |             |             |  |  |            |            |  |  |        |        |
|  | Yoshio Ishida     | B+R         |  |  | Yoshio Ishida     |               |                  |             |             |             |  |  |            |            |  |  |        |        |
|  | Cho Chikun        |             |  |  | Ō Rissei          | B+R           |                  |             |             |             |  |  |            |            |  |  |        |        |
|  | Ō Rissei          | W+R         |  |  |                   |               | Ō Rissei         |             |             |             |  |  |            |            |  |  |        |        |
|  | Keiji Nishimura   |             |  |  | Yuichi Sonoda     | B+2,5         |                  |             |             |             |  |  |            |            |  |  |        |        |
|  | Naoto Hikosaka    | W+R         |  |  | Naoto Hikosaka    |               |                  |             |             |             |  |  |            |            |  |  |        |        |
|  | Yasuhiro Nakano   |             |  |  | Kōichi Kobayashi  | B+R           |                  |             |             |             |  |  |            |            |  |  |        |        |
|  | Kōichi Kobayashi  | B+R         |  |  |                   |               | Kōichi Kobayashi |             |             |             |  |  |            |            |  |  |        |        |
|  | Norio Kudo        |             |  |  | Yuichi Sonoda     | B+2,5         |                  |             |             |             |  |  |            |            |  |  |        |        |
|  | Shungo Goto       | W+R         |  |  | Shungo Goto       |               |                  |             |             |             |  |  |            |            |  |  |        |        |
|  | Jiro Akiyama      |             |  |  | Yuichi Sonoda     | B+R           |                  |             |             |             |  |  |            |            |  |  |        |        |
|  | Yuichi Sonoda     | B+R         |  |  |                   |               |                  |             |             |             |  |  |            |            |  |  |        |        |

### Finale
La finale è una sfida al meglio delle cinque partite, il detentore Norimoto Yoda ha affrontato lo sfidante scelto tramite il processo di qualificazione.